# Vestido con dobladillo de cola de golondrina y cintas voladoras

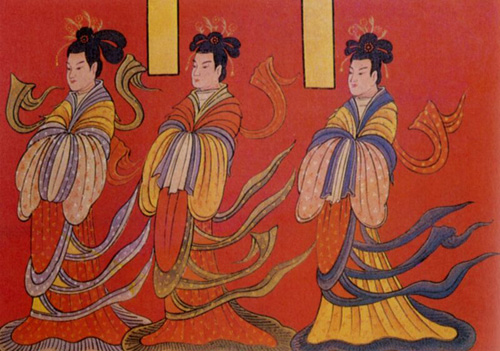
Figuras femeninas llevan el peinado de cruz con tocado dorado y visten la ropa de tsa-chü chui-shao, período temprano de Wei del Norte,.

El vestido con dobladillo de cola de golondrina y cintas voladoras, o tsa-chü chui-shao fu (en chino tradicional, 雜裾垂髾服; en chino simplificado, 杂裾垂髾服; pinyin, zájū chuíshāo fú; Wade-Giles, tsa2-chü1 chʻui2-shao1 fu2; bopomofo, ㄗㄚˊ ㄐㄩ ㄔㄨㄟˊ ㄕㄠ ㄈㄨˊ), es un tipo de vestido femenino de la China antigua, que fue muy popular entre los siglos III y VI, durante las dinastías Tsʻao Wei, Chin y Meridionales y Septentrionales. También se conoce como kui-i (袿衣, guīyī).

## Antecedentes

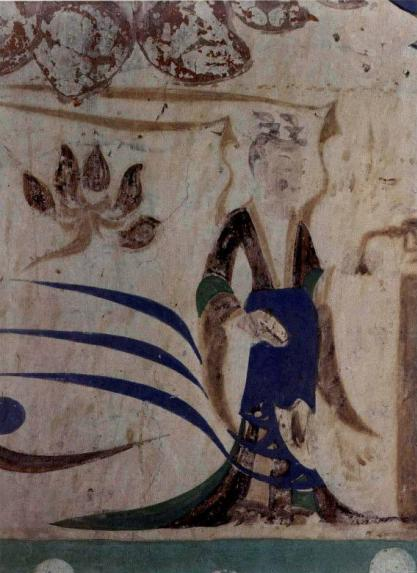
Fresco con una joven mujer vistiendo del tsa-chü chui-shao fu, cuevas de Mo-kao, dinastía Wei Occidental (535-557).

El de las Dinastías Meridionales y Septentrionales fue un período de volatilidad, los bárbaros invadieron la Llanura Central. Por lo tanto, varias guerras y batallas ocurrieron. Colapsaron las leyes y el orden imperantes, y lo mismo ocurrió con la indiscutida potencia del confucianismo. En el ínterin, la filosofía de Lao-tse y Chuang-tse se hizo popular. Las escrituras budistas fueron traducidas por primera vez, el taoísmo se difundió, y una ideología más humanitaria emergió entre los aristócratas. Sin embargo, todos estos representaban una amenaza al poder conservador e imperial, que trató de aplastarles por la fuerza. Estas políticas obligaron a los estudiosos e intelectuales a buscar consuelo y alivio en la vida. Ellos se interesaban en diversos tipos de filosofía y estudiaban mucho el hsüan-hsüeh (lit. «aprendizaje misterioso»); preferían una vida de la verdad y la libertad, y acorde con ello, se vistieron con una elegancia más libre y casual.

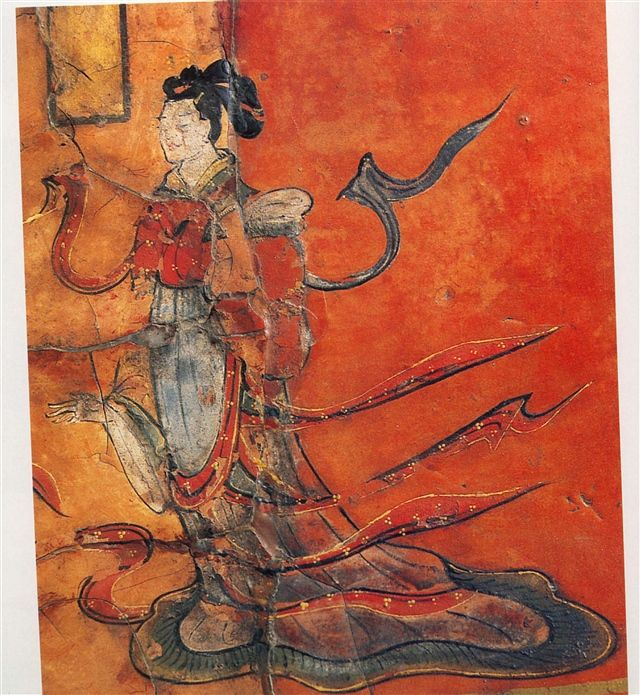
Figura femenina vistiendo de la ropa de tsa-chü chui-shao. Pintura de laca sobre madera,.

En general, los trajes de la época Wei y Chin todavía seguían los patrones de los Chʻin y Han. Los trajes de las mujeres en el período de Wei y Chin eran generalmente amplios y sueltos por las mangas. El nuevo despreocupado estilo de vida provocó el desarrollo en las ropas femeninas de un sentido de la belleza extravagante y adornado. La prenda superior era abierta en la parte delantera y se ataba a la cintura. Las mangas eran amplias, con los puños con bordes decorativos de un color distinto. La falda tenía rayas de colores separados y se ceñía con una banda de seda blanca a la cintura. También había una especie de delantal entre la prenda superior y la falda para el propósito de realzar la cintura. Aparte de llevar una falda multicolor, las mujeres también podían lucir otros tipos tales como la falda cubierta con gasa carmesí, la falda doble cubierta con gasa rayada de color rojo-azul, y la falda de gasa roja con forma de barril. Muchos de estos estilos aparecen mencionados en los registros históricos. Anchas mangas y largas túnicas, cintas voladoras y faldas flotantes, ornamentos elegantes y majestuosos del pelo, todo esto presentaba el estilo de moda para la apariencia de las mujeres acomodadas de Wei y Chin.

## Formación

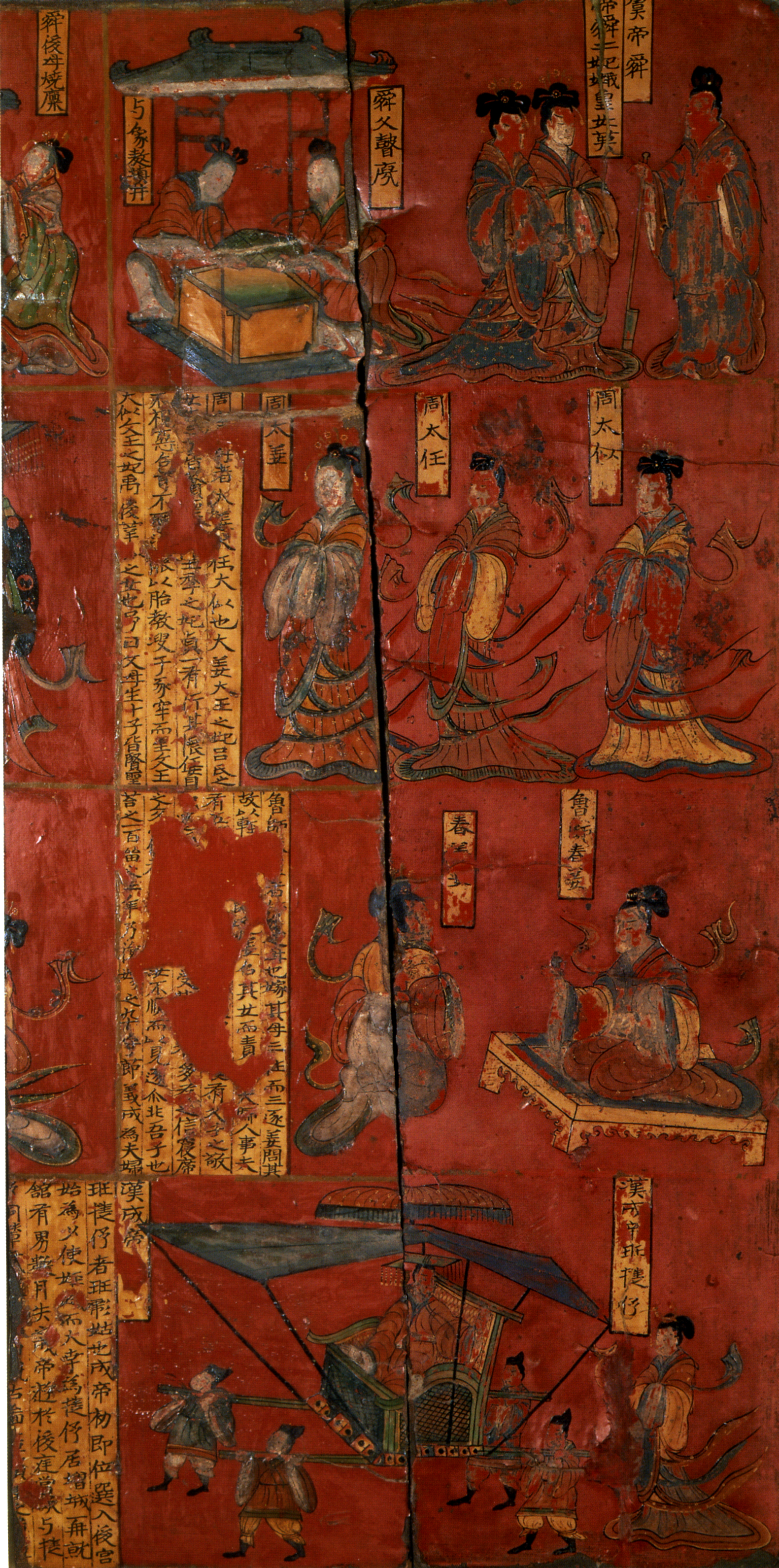
Mujeres vistiendo del tsa-chü chui-shao fu, pintura de laca sobre una pantalla de madera plegable de cuatro paneles,.

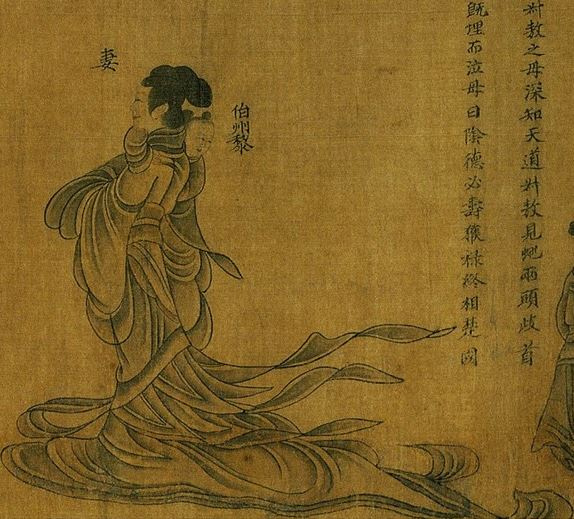
Una dama vistiendo de la ropa de tsa-chü chui-shao, copia de la dinastía Sung según la obra original Mujeres Sabias y Benevolentes por Ku Kʻai-chih.

Durante las dinastías Wei, Chin y las Meridionales y Septentrionales, aunque los hombres ya no usaban la tradicional ropa enteriza, algunas mujeres continuaban haciéndolo. Sin embargo, el estilo era ya muy diferente al de la dinastía Han. Típicamente el vestido femenino estaba decorado con «hsien» (襳) y «shao» (髾). Este último se refiere a las piezas de tela de seda cosidas en el dobladillo inferior del vestido, que eran anchas en la parte superior y estrechas en la parte inferior, de forma que formaban unos triángulos que se solapaban uno al otro. «Hsien» se refiere a unas largas cintas que caían desde la falda corta. Cuando la persona que vestía la falda caminaba, estas largas cintas ondeaban a los lados y el dobladillo inferior se agitaba como una golondrina volando, de ahí la frase china para describir la prenda: «hermosas cintas y voladora cola de golondrina» (華帶飛髾).
Durante las Dinastías Meridionales y Septentrionales, los trajes fueron cambiando de estilo. Las largas cintas voladoras colgantes se moderaron y las esquinas de cola de golondrina se agrandaron. A consecuencia las cintas voladoras y las esquinas de cola de golondrina se acabaron combinando en una sola pieza.

## Galería

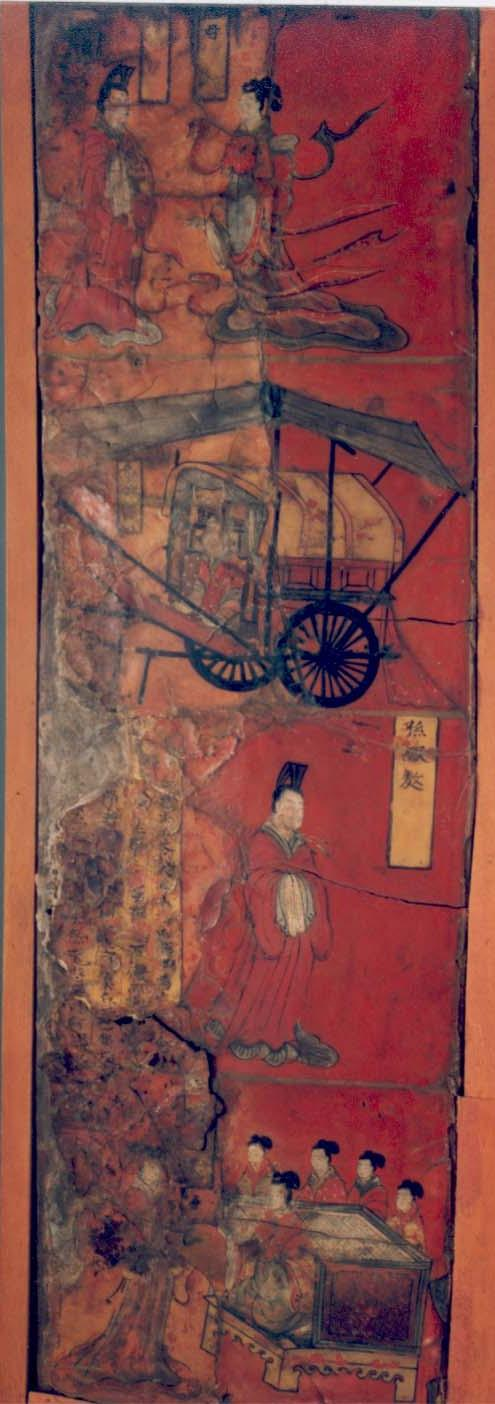
Mujeres virtuosas del antiguo Catay (China), pintura sobre laca.
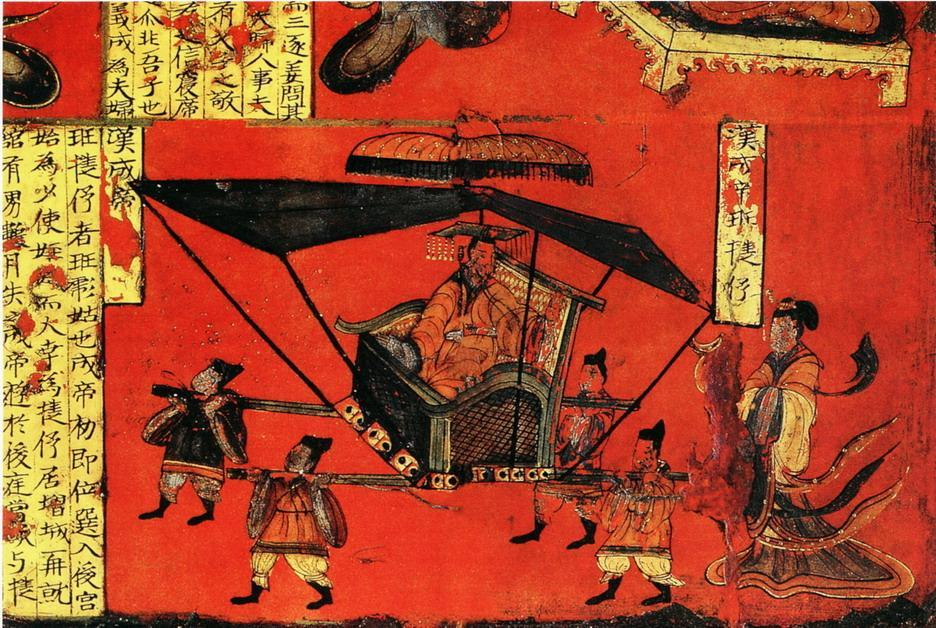
La consorte Pan y el Emperador Chʻêng de Han; la Consorte Pan vistiendo de la ropa de tsa-chü chui-shao.
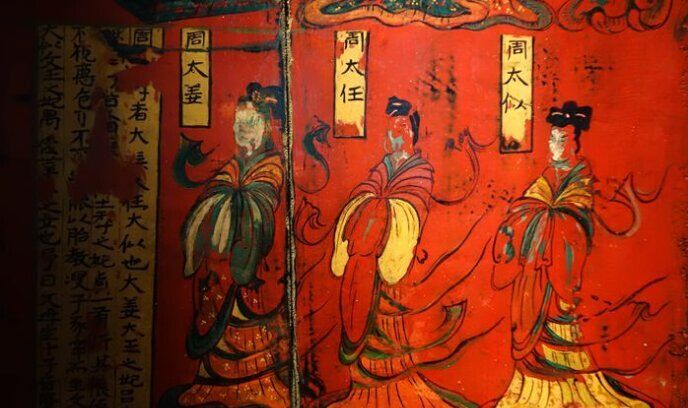
Figuras femeninas vistiendo de la ropa de tsa-chü chui-shao, siglo V.
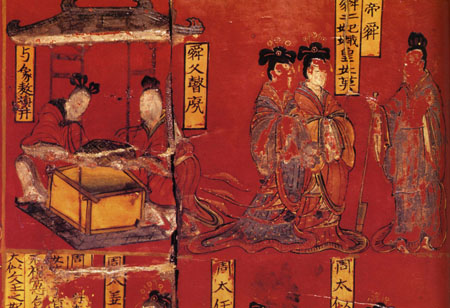
Las mujeres virtuosas de la historia catayana (china), siglo V.
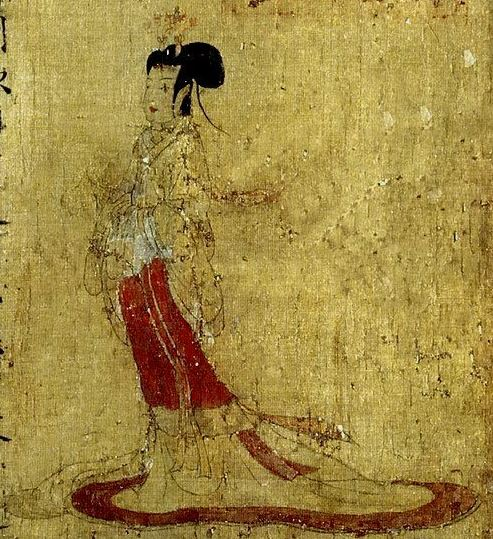
Admoniciones de las Institutrices del Palacio de las Damas (detalle) por Ku Kʻai-chih.
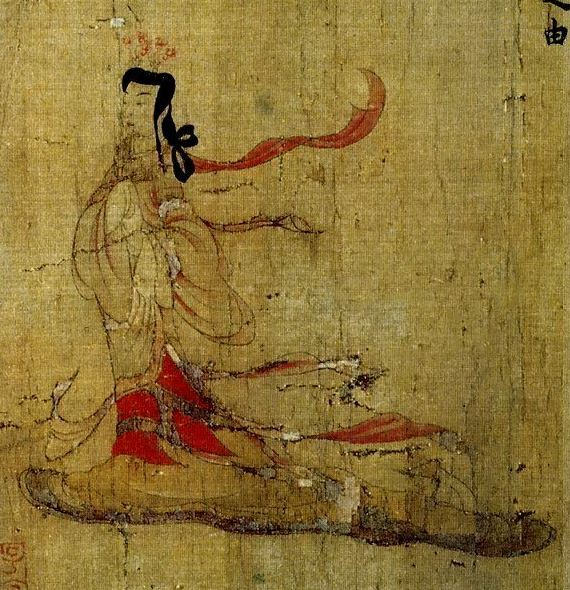
Admoniciones de las Institutrices del Palacio de las Damas (detalle) por Ku Kʻai-chih.
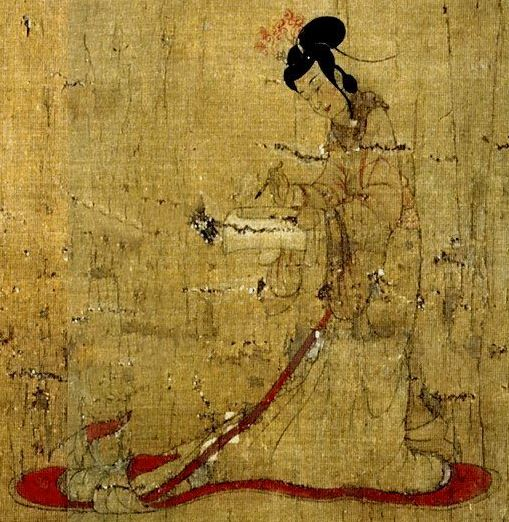
Admoniciones de las Institutrices del Palacio de las Damas (detalle) por Ku Kʻai-chih.
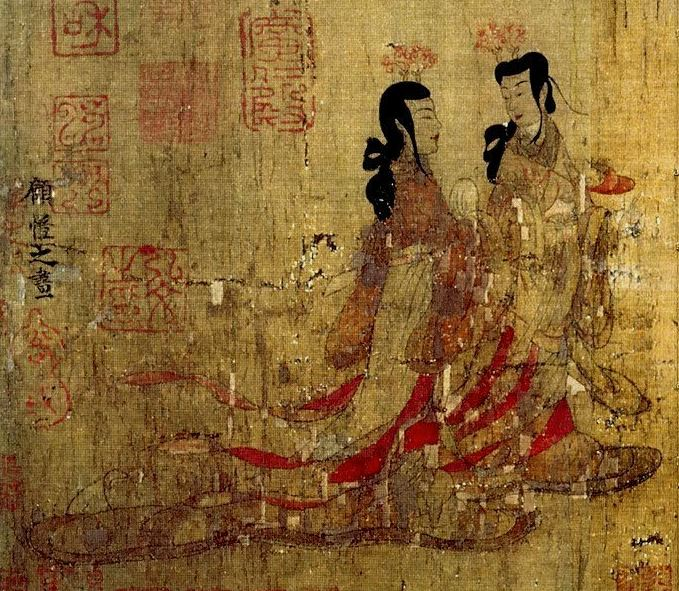
Admoniciones de las Institutrices del Palacio de las Damas (detalle) por Ku Kʻai-chih.
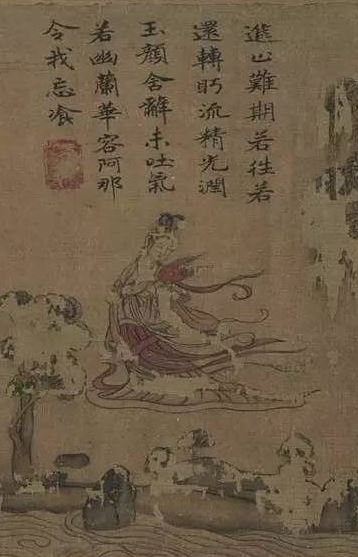
Ninfa del río Lo (detalle) por Ku Kʻai-chih.
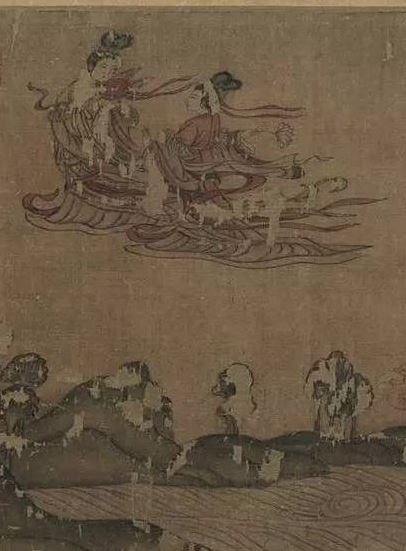
Ninfa del río Lo (detalle) por Ku Kʻai-chih.
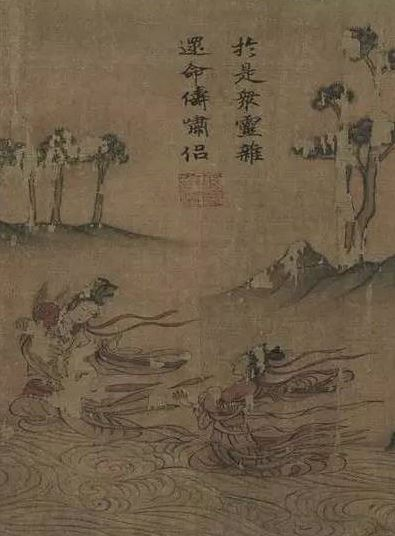
Ninfa del río Lo (detalle) por Ku Kʻai-chih.
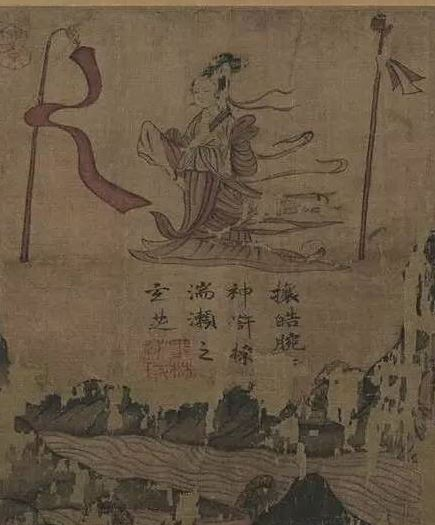
Ninfa del río Lo (detalle) por Ku Kʻai-chih.